# Stephen Arroyo
 (juillet 2009).
Si vous disposez d'ouvrages ou d'articles de référence ou si vous connaissez des sites web de qualité traitant du thème abordé ici, merci de compléter l'article en donnant les références utiles à sa vérifiabilité et en les liant à la section « Notes et références ».
Stephen Arroyo (né le 6 octobre 1946 à Kansas City) est un astrologue américain passionné par la psychologie. Dans ses nombreux livres, il insiste sur le libre arbitre de la personne.  C'est aussi un chantre de l'astrologie karmique.